# Министр-президент
Министр-президент, также Министр-председатель - глава правительства (премьер-министр или главный министр) при парламентской или смешанной системе в некоторых правительствах, в ряде случаев также выполняющий функцию первого лица государства. 
Примеры министров-президентов:
- Министр-президент Пруссии (1848-1947);
- В Австрии (Цислейтании) глава правительства носил титул Министр-президент (нем. Ministerpräsident, см. Министр-президенты Австрии)
- Александр Керенский - Министр-председатель Временного правительства Российской республики (1917);
- В Народном государстве Бавария глава государства носил титул Министр-президент;
- Видкун Квислинг - Министр-президент Норвегии при марионеточном режиме (1942-1945);
- В Бельгии титул (нидерл. Minister-president, фр. Ministre-président, нем. Ministerpräsident) носит глава правительств ряда регионов (например, Валлонии, Фландрии[1] и Брюсселя[2] и языковых общин);
- В Германии (ФРГ) титул Министр-президент носят в 13 из 16 федеральных земель;
- В Венгрии премьер-министр носит титул miniszterelnök, что дословно переводится как Министр-президент или Министр-председатель; в ряде стран титул переводят именно так (см. нем. Ministerpräsident (Ungarn) и болг. Министър-председател на Унгария);
- В Нидерландах глава правительства носит титул Министр-президент (нидерл. Minister-president van Nederland), однако чаще всего титул переводят как премьер-министр);
- В Латвии глава правительства носит титул Президент министров (латыш. Ministru prezidents).